# ارتش منظم ایالات متحده آمریکا

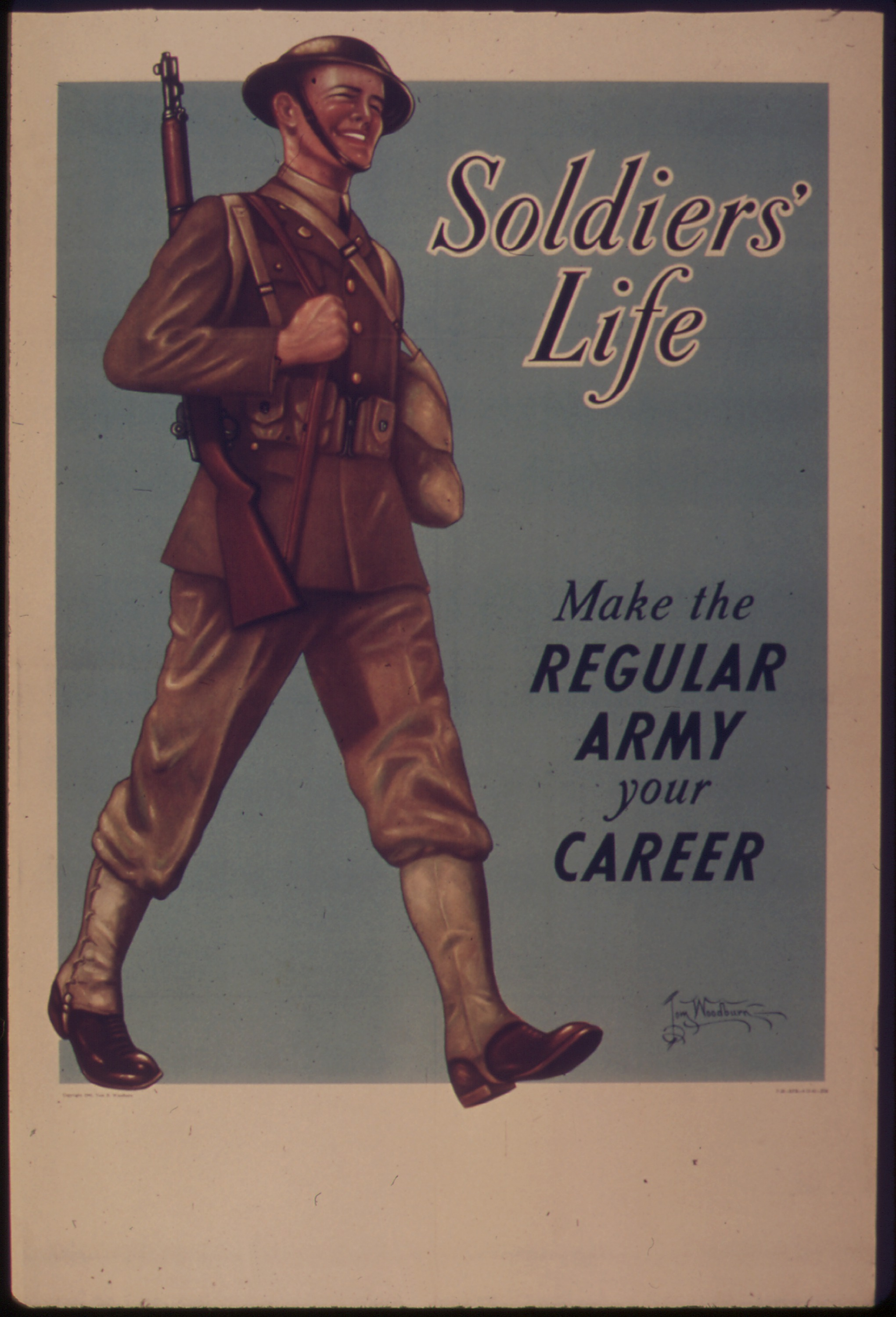
پوستر مربوط به دوران جنگ جهانی دوم که استخدام در ارتش منظم را تبلیغ می‌کند

ارتش منظم ایالات متحده آمریکا (انگلیسی: Regular Army) ارتش منظم در ایالات متحده آمریکا به‌عنوان نیروی نظامی دائمی و حرفه‌ای زمینی کشور، جایگزین ارتش قاره‌ای شد. در دوران مدرن، هسته حرفه‌ای ارتش ایالات متحده آمریکا همچنان ارتش منظم نامیده می‌شود. از زمان انقلاب آمریکا تا پس از جنگ اسپانیا و آمریکا، شبه‌نظامیان ایالتی و هنگ‌های داوطلب که توسط ایالت‌ها سازماندهی شده بودند (اما پس از آن در زمان جنگ توسط مقامات فدرال و ژنرال‌های فدرال کنترل می‌شدند) از ارتش منظم کوچکتر ایالات متحده حمایت می‌کردند. این هنگ‌های داوطلب، در مقابل ارتش منظم ایالات متحده، داوطلبان ایالات متحده نامیده شدند. در طول جنگ داخلی آمریکا، حدود ۹۷ درصد از ارتش اتحادیه، داوطلبان ایالات متحده بودند.
در کاربرد معاصر، اصطلاح ارتش منظم به بخش فعال تمام وقت ارتش ایالات متحده اشاره دارد که از ارتش ذخیره و گارد ملی ارتش متمایز است. بخش چهارم، یعنی ارتش ایالات متحده، از زمان تعلیق خدمت سربازی اجباری در سال ۱۹۷۳ غیرفعال بوده و نیروهای مسلح ایالات متحده به یک نیروی مسلح کاملاً داوطلبانه تبدیل شده‌اند.
ساختار نظامی آمریکا از ترکیبی از ارتش قاره‌ای حرفه‌ای و ملی، شبه‌نظامیان ایالتی و هنگ‌های داوطلب جنگ انقلاب آمریکا و واحدهای نظامی مشابه آمریکایی پس از جنگ انقلاب تحت قانون شبه‌نظامیان ۱۷۹۲ توسعه یافت. این واحدها، با تغییرات جزئی، پایه و اساس سازماندهی ارتش ایالات متحده را تا زمان ایجاد گارد ملی مدرن در سال ۱۹۰۳ فراهم کردند. قانون شبه‌نظامیان، استفاده از داوطلبانی را که می‌توانستند در هر کجای زمان جنگ مورد استفاده قرار گیرند، علاوه بر شبه‌نظامیان ایالتی که برای مدت کوتاهی به استفاده محلی در ایالت‌های خود محدود شده بودند، فراهم می‌کرد. حتی ارتش حرفه‌ای امروزی ایالات متحده که توسط ارتش ذخیره و گارد ملی ارتش تقویت شده است، دارای یک سیستم سازماندهی مشابه است: یک هسته دائمی و حرفه‌ای و واحدهای اضافی که می‌توانند در مواقع اضطراری یا زمان جنگ، بسیج شوند.